# نظرية القرار

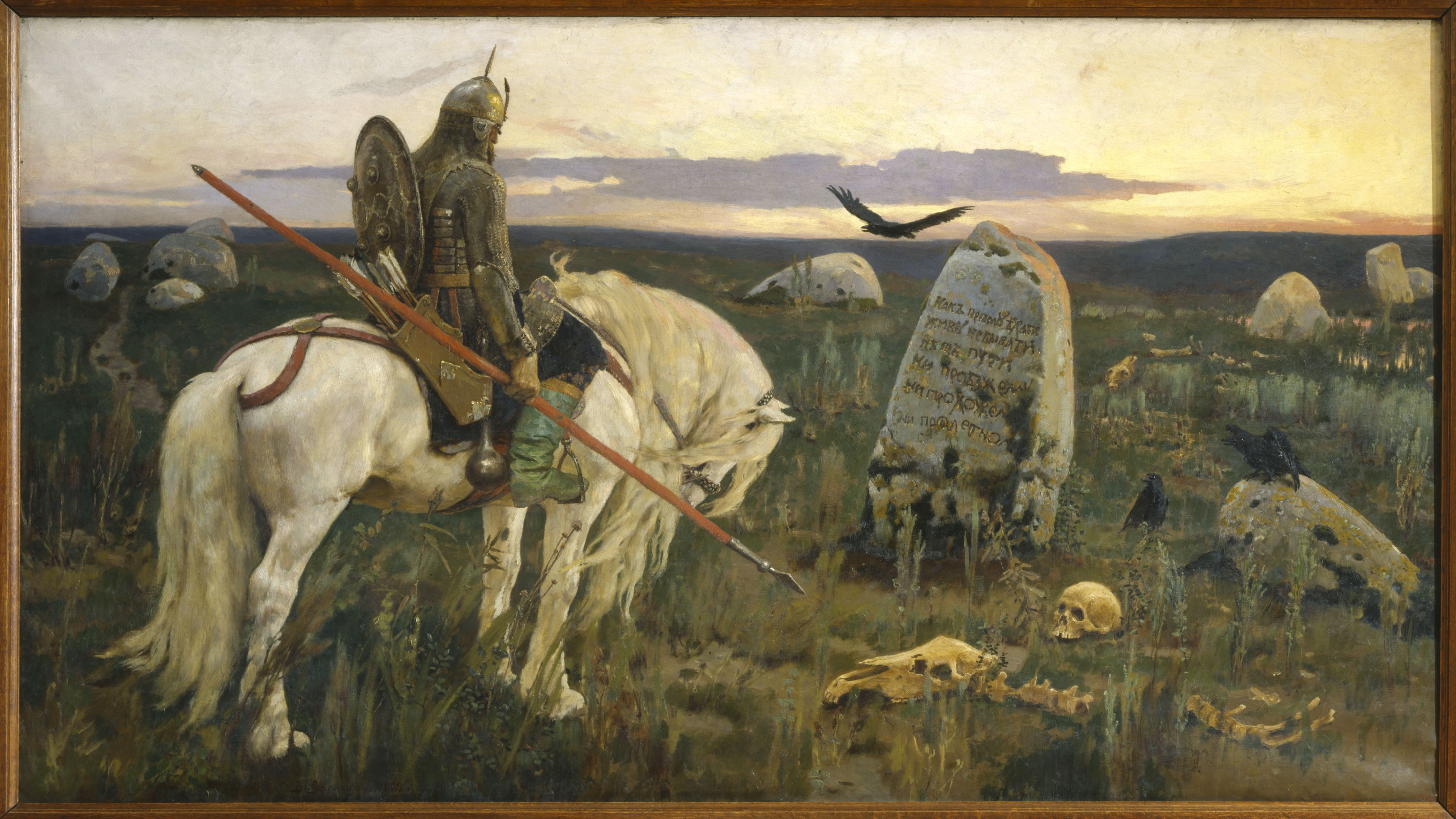

نظرية القرار (بالإنجليزية: Decision theory)‏ هي نظرية أولاً اقتصادية حيث تستخدم من قبل الشركات الاقتصادية لتقييم الخيارات المتاحة واتخاذ القرار الأفضل، ثانياً رياضية حيث تستخدم عدة دالات رياضية كدالة المنفعة، وإحصائية حيث إنها تعدّ أحد تطبيفات نظرية الاحتمال، وأخيراًً لها ارتباط في نظرية سلوك المستهلك حيث تتأثر في سلوك متخذ القرار ودرجة حبه للمخاطرة.

## القرار المعياري والوصفي
تهتم نظرية القرار المعياري بتحديد القرارات المثلى، إذ تُحدد المثالية غالبًا من خلال التفكير في صانع القرار المثالي القادر على الاختيار بدقة مثالية وهو أمر منطقي تمامًا إلى حد ما. يُسمى التطبيق العملي لهذا النهج الإرشادي (كيف يجب أن يتخذ الناس القرارات) تحليل القرار ويهدف إلى إيجاد الأدوات والمنهجيات والبرامج (أنظمة دعم القرار) لمساعدة الناس على اتخاذ قرارات أفضل.
تهتم نظرية القرار الوصفي بوصف سلوك الملاحظة في أغلب الأحيان بافتراض أنَّ وكلاء صنع القرار يتصرفون بموجب بعض القواعد المتوافقة. قد تحتوي هذه القواعد على إطار إجرائي أو إطار بديهي (مثل بديهيات العبور العشوائية).

## أنواع القرارات

### الاختيار في ظل عدم اليقين
يمثل فضاء الاختيار في ظل عدم اليقين جوهر نظرية القرار. وهو معروف من القرن السابع عشر (استشهد به بليز باسكال في رهانه الشهير الموجود في كتابه الذي حمل عنوان أفكار عام 1670)، تقول القيمة المتوقعة أنه عند الاختيار من بين عدد من الإجراءات يمكن لكل منها أن يؤدي إلى أكثر من نتيجة محتملة مختلفة فإن السلوك العقلاني هو تحديد جميع النتائج المحتملة وتحديد قيمها (إيجابية أو سلبية) وتحديد الاحتمالات التي ستنتج عن كل مسار عمل، ودمج النتائج لإعطاء قيمة متوقعة أو متوسط توقعات النتيجة، يجب أن يكون الإجراء الذي سيقع عليه الاختيار هو الإجراء الذي يؤدي إلى أعلى قيمة إجمالية متوقعة. نشر دانييل برنولي في عام 1738 ورقة مؤثرة بعنوان نظرية جديدة عن قياس المخاطر حيث استخدم مفارقة سانت بطرسبرغ لإظهار أنَّ نظرية القيمة المتوقعة خاطئة من وجهة نظر معيارية.
أُعيدت دراسة الفائدة في القرن العشرين في أبحاث أبراهام والد 1939، الذي أشار إلى أنَّ الإجراءين الأساسيين في النظرية الإحصائية القائمة على أخذ العينات وتوزيعها (وهما اختبار الفرضيات وتقدير العوامل) هما حالة خاصة من عملية اتخاذ القرار العام. جددت ورقة والد ونشرت العديد من مفاهيم النظرية الإحصائية بما في ذلك تابع الخسارة وتابع المخاطرة وقواعد القرار المقبول وإجراءات بايزي وإجراءات الحد الأدنى. استخدمت عبارة نظرية القرار نفسها في عام 1950 بواسطة إريك ليو ليمان.
أدّى إحياء نظرية الاحتمالية الموضوعية لفرانك رامزي وبرونو دي فينيتي وليونارد سافاج وآخرين إلى توسيع نطاق نظرية المنفعة المتوقعة لتشمل المواقف التي يمكن فيها استخدام الاحتمالات الذاتية. أثبتت نظرية فون نيومان ومورجنسترن حول المنفعة المتوقعة في ذلك الوقت أنَّ زيادة المنفعة المتوقعة إلى الحد الأعظمي ينبع من الافتراضات الأساسية حول السلوك العقلاني.
أظهرت دراسة موريس آلياس ودانيال إلسبيرغ أنَّ سلوك الإنسان يشمل تغيرات منهجية مهمة أحيانًا لزيادة المنفعة المتوقعة إلى الحدود العظمى. جددت نظرية الاحتمال لدانيال كانمان وعاموس تفيرسكي الدراسة التجريبية للسلوك الاقتصادي مع التركيز بشكل أقلّ على الافتراضات المسبقة عن العقلانية. وصفت النظرية طريقة يتخذ الناس من خلالها القرارات عندما تحمل جميع النتائج خطرًا محتملًا.

### الاختيار الزمني
يتعلق الاختيار الزمني بنوع الاختيار الذي يؤدي إلى نتائج تتحقق في مراحل مختلفة بمرور الوقت. يوصف أيضًا بأنه عملية اتخاذ القرار من حيث التكلفة والفائدة لأنها تتضمن الخيارات بين المكافآت التي تختلف وفقًا لحجمها ووقت وصولها. إذا حصل شخص ما على ربح مقداره عدة آلاف من الدولارات يمكنه إنفاقها في عطلة باهظة الثمن مما يمنحه متعة فورية، أو يمكنه استثمارها لمعاشات التقاعد، مما يمنحه دخلًا في وقت ما في المستقبل. ما هو أفضل خيار تتخذه؟ تعتمد الإجابة جزئيًا على عوامل مثل معدلات الفائدة والتضخم المتوقعة، والعمر المتوقع للشخص، ومدى ثقته في المعاشات. ولكن يمكن مع أخذ كل هذه العوامل بعين الاعتبار أن يختلف السلوك البشري مرة أخرى كثيرًا عن تنبؤات نظرية القرار الإلزامي.

## حالات اتخاذ القرار
عملية اتخاذ القرار تعتمد على استعراض القرارات المتاحة وحالات الطبيعة الخاصة بكل قرار التي سيحصل عليها متخذ القرار بعد تطبيق القرار.

### القرار تحت مبدأ الأمان
يقصد بالقرار تحت مبدأ الأمان أن متخذ القرار واثق تماماً من تغير حالة الطبيعية المحيطة بشكل معروف له في حال تم اتخاذ قرار معين.

### القرار تحت مبدأ عدم الأمان
ويقسم مبتكروا هذه النظرية مبدأ عدم الأمان إلى مفهومين وهما المخاطرة وعدم اليقين. تستخدم مجموعة من القواعد الرياضية التي تدعى قواعد اتخاذ القرار التقليدية.

#### القرار تحت مبدأ المخاطرة
هذا النوع من القرارات يملك فيها متخذ القرار حالات الطبيعية التي يمكن أن تظهر نتيجة اتخاذ أحد القرارات المتاحة، وإضاقة لذلك يملك احتمالات ظهور كل حالة على حدة. هناك مجموعة من القواعذ الرياضية الإحصائية التي يمكن أن تستخدم للمساعدة في اتخاذ القرارات تحت مبدأ المخاطرة:
- نظرية القيمة المتوقعة لاتخاذ القرار.
- قواعد اتخاذ القرار الحديثة.

#### القرار تحت مبدأ عدم اليقين
اتخاذ القرار تحت مبدأ عدم اليقبن يعني أن متخذ القرار لايملك أي معلومات عن احتمالات ظهور تغيرات في حالة الطبيعة المحيطة التي ترافق اتخاذ أحد القرارات.